# Christ Church Cathedral (Dublin)

Plan der Kathedrale

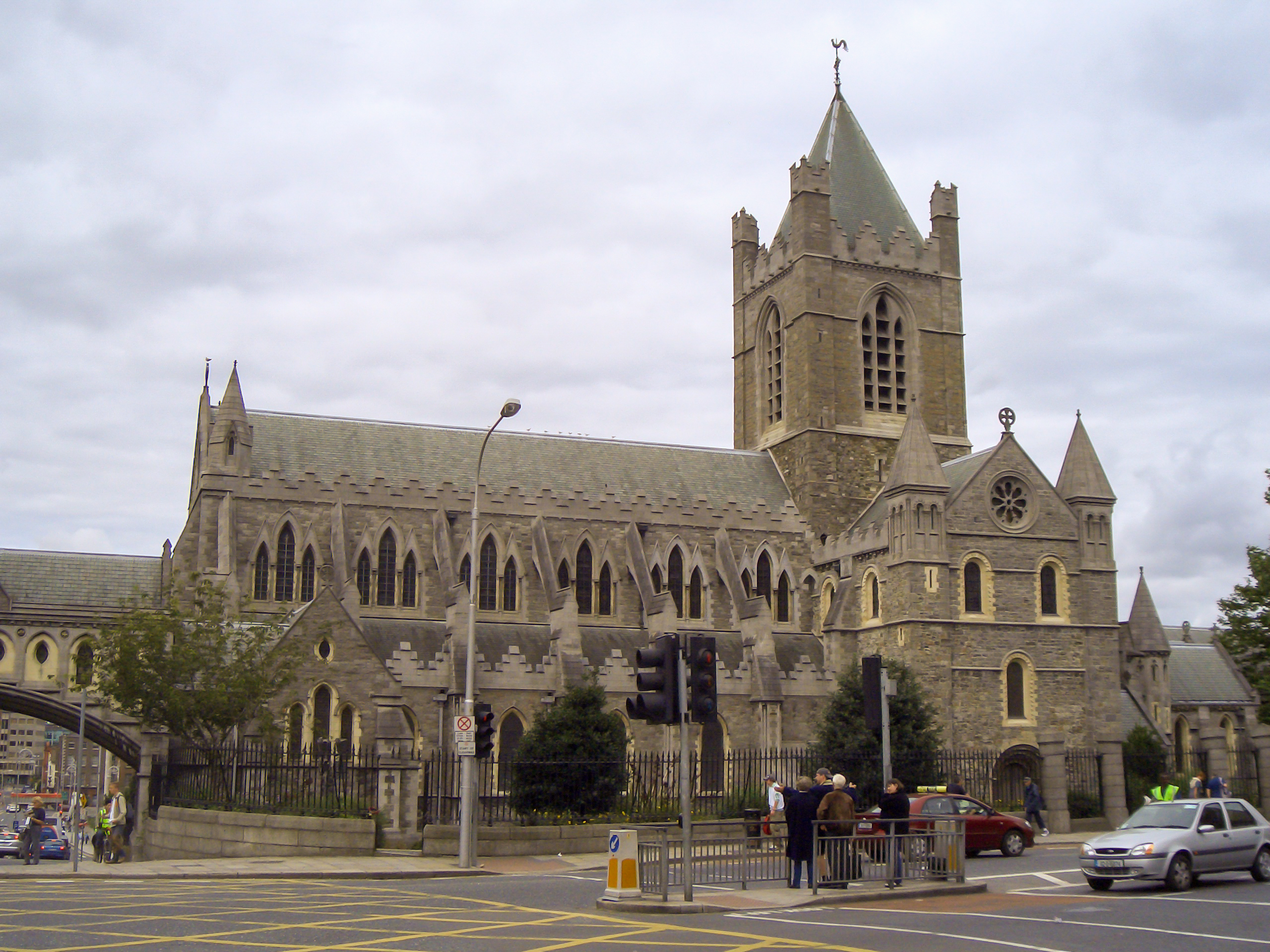
Christ Church Cathedral

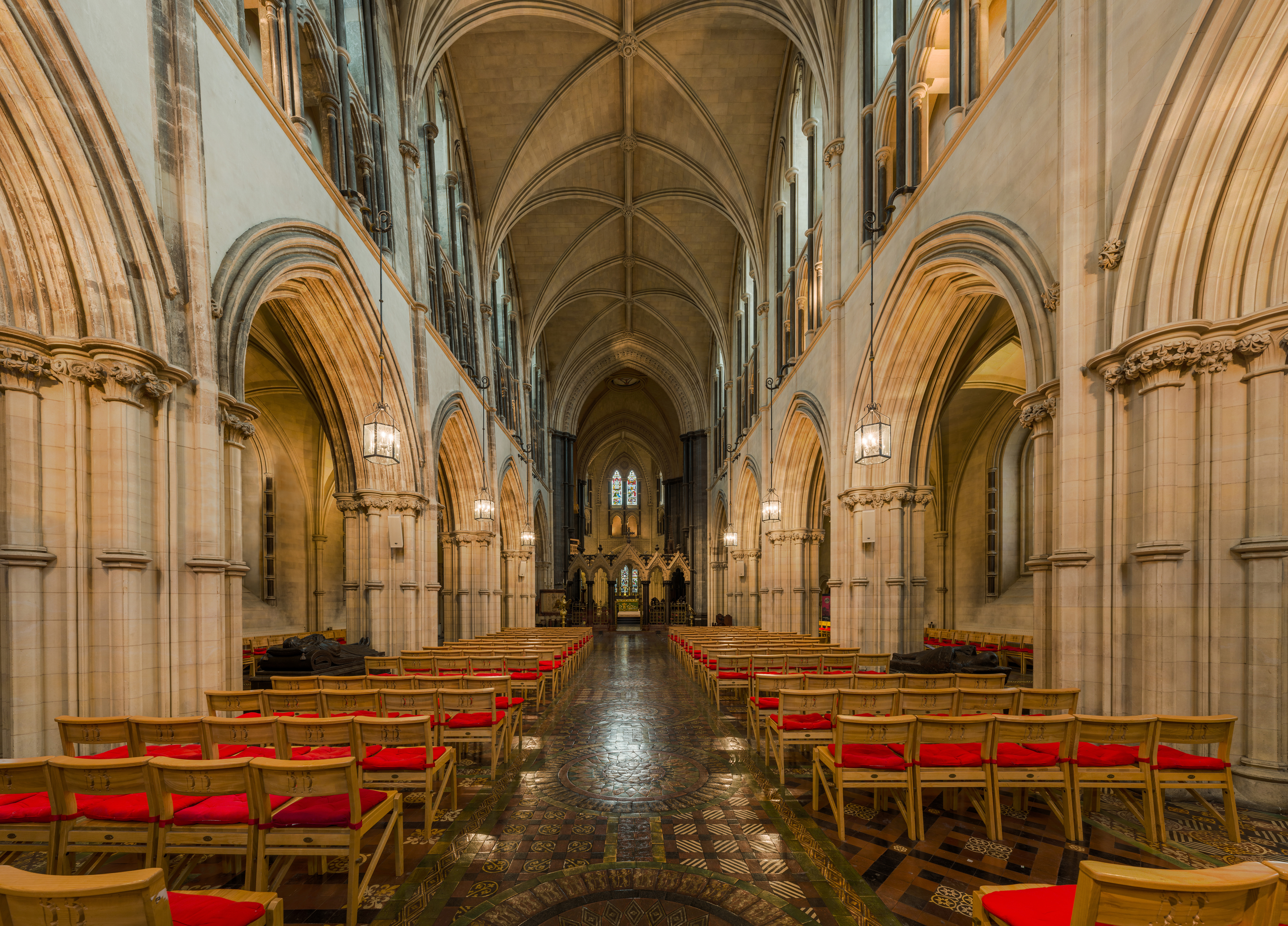
In der Christ Church Cathedral

Christ Church Cathedral (auch: The Cathedral of the Most Holy Trinity – Kathedrale der heiligsten Dreifaltigkeit, irisch Ardeaglais Theampall Chríost) in Dublin (Irland) ist die ältere der beiden mittelalterlichen Kathedralen der Stadt (die andere ist die St. Patrick’s Cathedral). Sie ist seit dem Mittelalter der Sitz der Dubliner Erzbischöfe – ursprünglich römisch-katholisch, später dann Church of Ireland – und gehört zu der Diözese Dublin und Glendalough.

## Geschichte
Die Kathedrale wurde bereits 1038 von Sigtrygg Olafsson, genannt Sigtrygg Silkbeard (Sigtrygg Seidenbart), König von Dublin zwischen  989/995 und  1036 an einem alten Siedlungsplatz der Wikinger bei Wood Quay am Ufer der Liffey als hölzerne Kirche errichtet. Die Steinkirche wurde 1172 von Richard de Clare, 2. Earl of Pembroke, („Strongbow“) und dem Erzbischof Laurence O’Toole in Auftrag gegeben und 1240 im frühgotischen Stil fertiggestellt. Sie war 1487 Krönungsort des zehnjährigen Lambert Simnel als König Eduard VI. von England, ein Thronbewerber, der erfolglos versuchte, Heinrich VII. von England zu entthronen.
Im 16. Jahrhundert gingen die katholischen Kirchen und Klöster unter der englischen Herrschaft an die Church of Ireland über. So verloren die Katholiken in Dublin und ihr Bischof ihre Kathedrale.
Der katholische englische König James II. floh 1690 aus England nach Irland, um für seinen Thron zu kämpfen, und feierte in der kurzzeitig wieder katholisierten Kirche Christ Church das Hochamt.
Im 17. Jahrhundert tagten für einige Zeit sowohl Gerichte als auch das Parlament in angebauten Gebäuden von Christ Church. Der englische König James II. selbst führte dort den Vorsitz des Parlaments. Letztendlich zogen sowohl Gericht als auch Parlament in neue Gebäude: das Gericht in das neugebaute Four Courts und das Parlament in das Chichester House in Hoggen Green (heute: College Green).
1742 war der Chor der Kathedrale an der Uraufführung von Georg Friedrich Händels „Messiah“ beteiligt.
Die Kathedrale wurde im viktorianischen Zeitalter umfangreich saniert. Die Arbeiten begannen 1871 unter Leitung des Architekten George Edmund Street, der die schwer beschädigte Bausubstanz vor dem Einsturz bewahrte. Anstelle des gefährdeten gotischen Chores aus dem 14. Jahrhundert errichtete er über der erhaltenen mittelalterlichen Krypta einen neuen Chorbau.
Nach erneuten Sanierungen wie unter anderem 1980, als weitreichende Restaurierungen von Dächern und Mauerwerk vorgenommen wurden, ist die Kirche wieder für Besucher zugänglich. Sie beherbergt verschiedene Monumente, eine geschnitzte Statue, die bis zum späten 18. Jahrhundert außerhalb des Tholsel (Dublins nicht mehr existierendes mittelalterliches Stadthaus) stand, sowie einen Satz Kerzenhalter aus der Zeit, in der in der Kathedrale letztmals römisch-katholische Messen abgehalten wurden (um 1690).

## Sehenswürdigkeiten

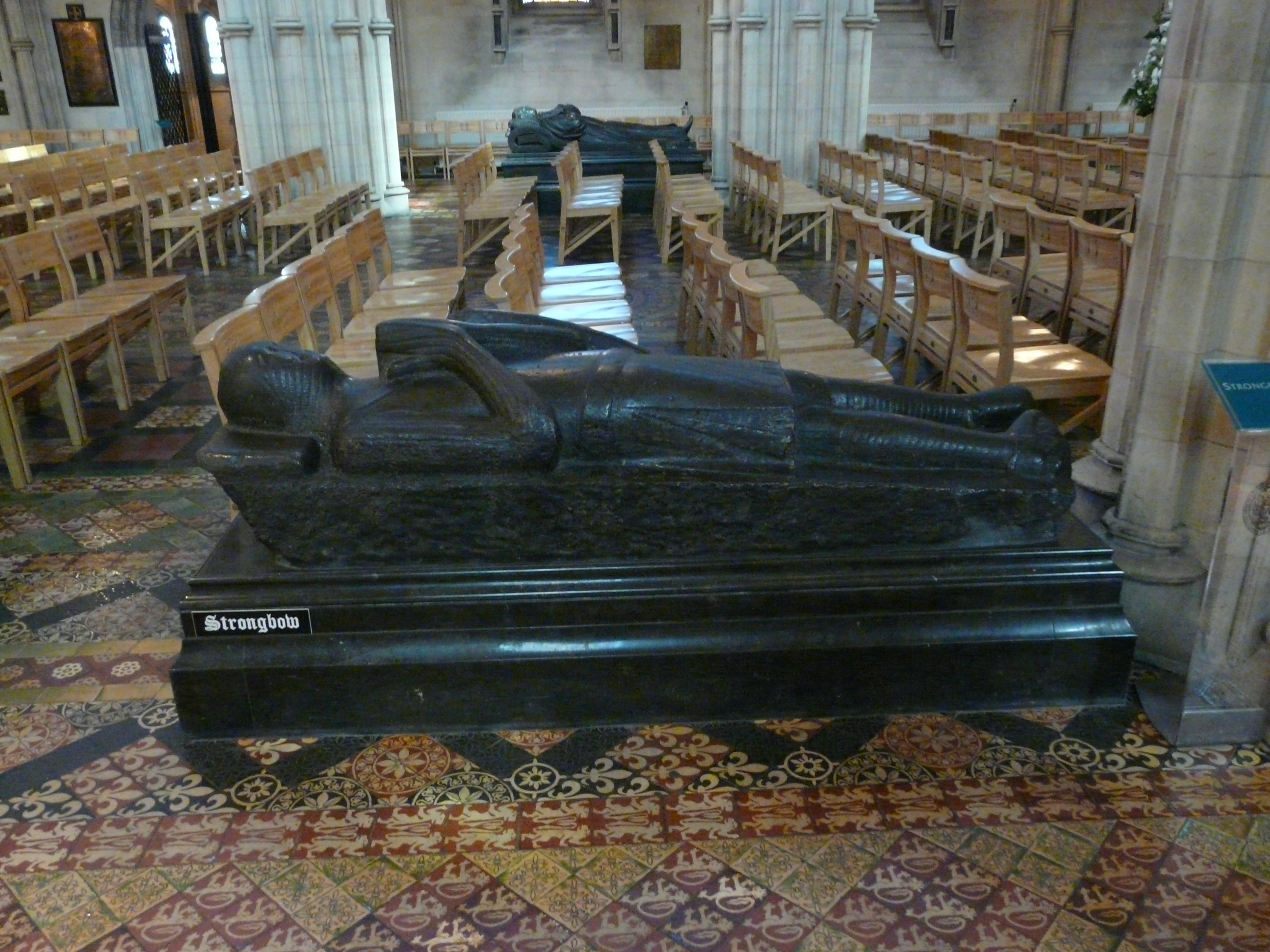
Strongbow-Grab

Grabmal von Richard de Clare („Strongbow“)
In der Kathedrale befindet sich das Grab von Strongbow, einem aus Wales kommenden Mitglied des normannischen Hochadels und Kriegsherren, der auf Einladung von König Diarmuid MacMorrough nach Irland kam und dessen Ankunft im Jahr 1170 den Beginn der englischen Einflussnahme in Irland bedeutete. Das Grabmal im Kirchenschiff ist allerdings nicht sein eigentliches Grabmal, welches bereits vor Jahrhunderten zerstört wurde. Eine andere Grabplatte wurde von der Kirche in Drogheda an die Stelle von Strongbow’s Grab in Christ Church Cathedral verlegt und als diejenige von Strongbow ausgegeben.
Krypta

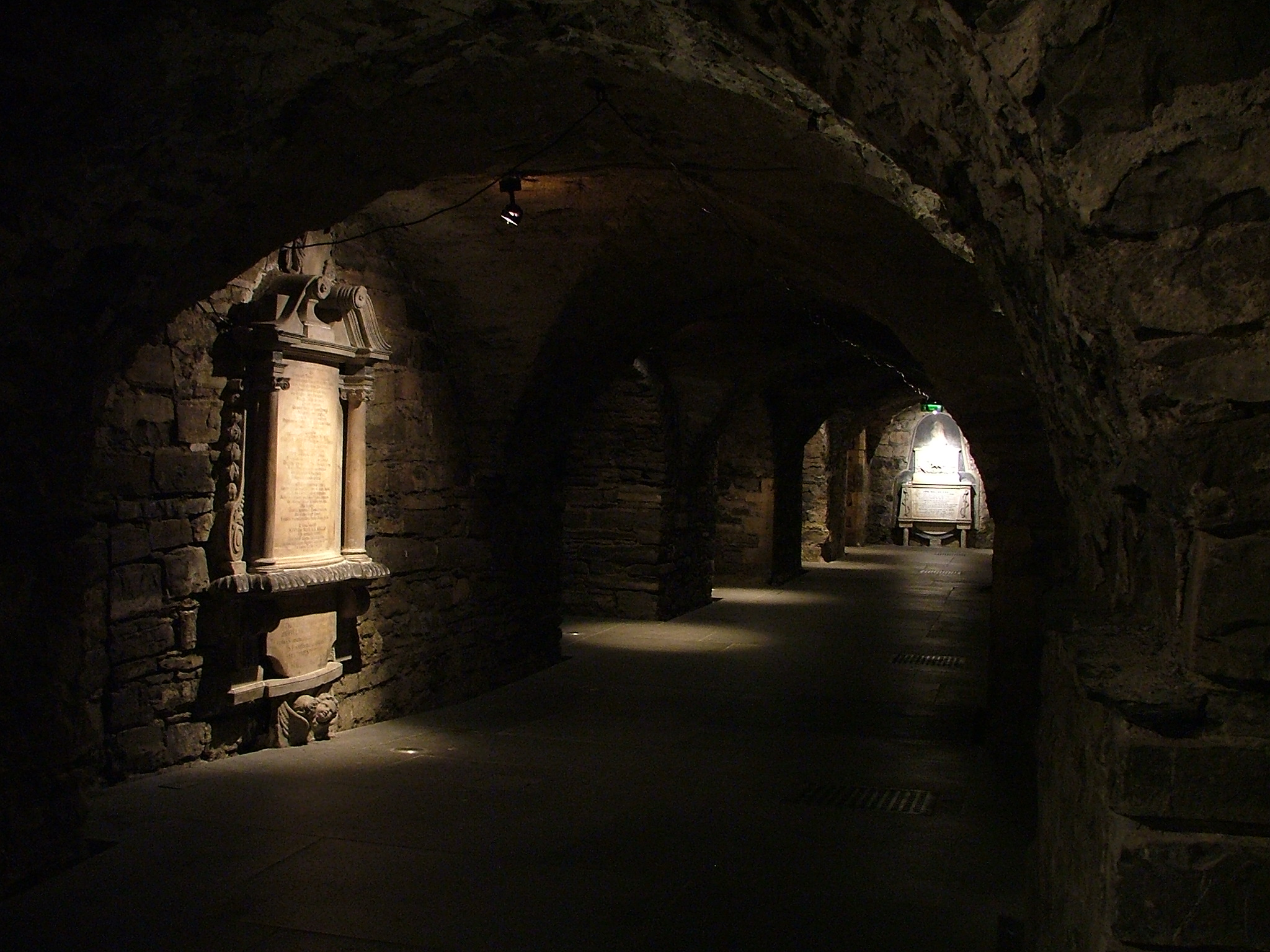
Christ Church Cathedral, Krypta

Plan der Krypta

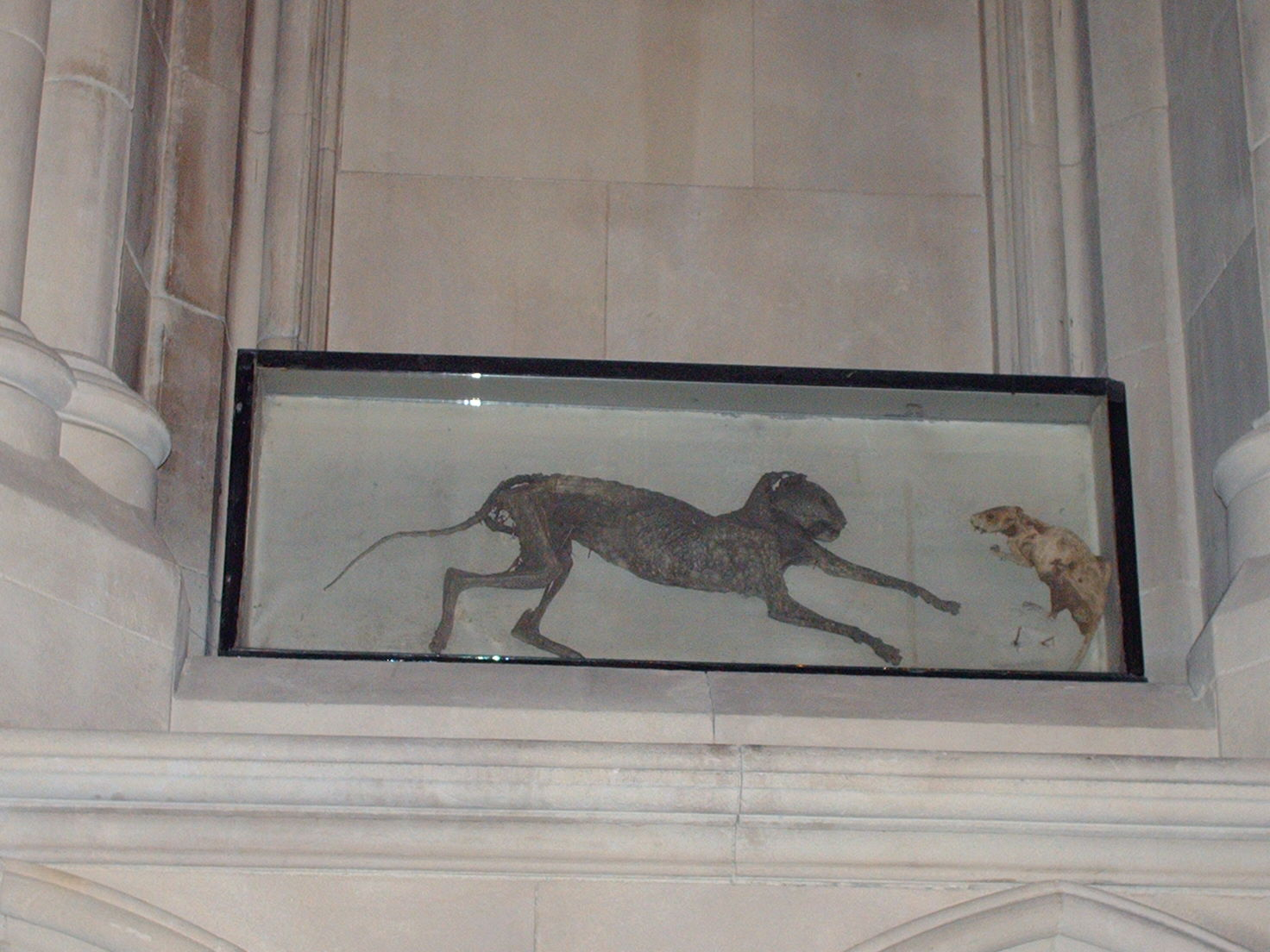
The cat and the rat (No. 7 auf dem Plan)

Die Kathedrale beherbergt eine der größten Krypten einer Kathedrale in Irland und England. Sie stammt aus den Jahren 1171/1172. Sie erstreckt sich sowohl unter dem Mittelschiff als auch unter dem im oberen Kirchenteil gelegenen Chor entlang. Auf einer Länge von 63,4 m steht ein Gerüst aus schweren, grobgehauenen Steinpfeilern, die das gesamte Gewicht der Kathedrale und des Hauptturmes tragen. Die Krypta enthält viele historische Kunstwerke, die über Jahrhunderte unversehrt blieben. Hier wurden 1860 hinter der Orgel eine mumifizierte Katze und eine Ratte gefunden, welche bei ihrer Verfolgungsjagd steckengeblieben waren.
Romanisches Portal
An der Südseite des Querschiffs befindet sich das Portal aus dem 12. Jahrhundert.
Chapel of St. Laud
Die Kapelle beherbergt das Herz des hl. Laurence O’Toole. Weiterhin gibt es Kacheln aus dem Mittelalter zu besichtigen.
Langschiff
Mit gotischen Bögen in 25 Metern Höhe.
Lesepulte
Das linke Lesepult aus Messing stammt aus dem Mittelalter. Auf der rechten Seite befindet sich eine Kopie aus dem 19. Jahrhundert.
Kapitelhaus
Dem romanischen Portal südlich vorgelagert ist die Ruine des Kapitelhauses des Priorates der Regularkanoniker an der Kathedrale. Das Priorat wurde 1541 aufgehoben.

## Orgel
Die Orgel wurde 1984 von der Orgelbaufirma Kenneth Jones and Associates of Bray (Wicklow) erbaut. Das Instrument hat 40 Register auf drei Manualen und Pedal. 2003/2004 wurde das Instrument überholt und geringfügig erweitert.
| I Hauptwerk C–f3 |            |       |
| 1.               | Quintaton  | 16′   |
| 2.               | Principal  | 8′    |
| 3.               | Rohrflute  | 8′    |
| 4.               | Principal  | 4′    |
| 5.               | Nachthorn  | 4′    |
| 6.               | Nazard     | 2 ⁄3′ |
| 7.               | Fifteenth  | 2′    |
| 8.               | Open Flute | 2′    |
| 9.               | Tierce     | 1 ⁄3′ |
| 10.              | Mixture IV | 2′    |
| 11.              | Scharf III | 1′    |
| 12.              | Trumpet    | 8′    |
|                  | Tremulant  |       |

| II Schwellwerk C–f3 |                 |       |
| 13.                 | Celeste         | 8′    |
| 14.                 | Salicional      | 8′    |
| 15.                 | Gedackt         | 8′    |
| 16.                 | Principal       | 4′    |
| 17.                 | Wood Flute      | 4′    |
| 18.                 | Gemshorn        | 2′    |
| 19.                 | Sesquialtera II | 2 ⁄3′ |
| 20.                 | Scharf III-IV   | 1′    |
| 21.                 | Double Trumpet  | 16′   |
| 22.                 | Cornopean       | 8′    |
| 23.                 | Oboe            | 8′    |
|                     | Tremulant       |       |

| III Chorwerk C–f3 |                  |        |
| 24.               | Stopped Diapason | 8′     |
| 25.               | Rohrflute        | 8′     |
| 26.               | Nazard           | 2 ⁄3′  |
| 27.               | Gemshorn         | 2′     |
| 28.               | Tierce           | 1 3⁄5′ |
| 29.               | Cromorne         | 8′     |

| Pedalwerk C–f1 |                 |       |
| 30.            | Open Wood       | 16′   |
| 31.            | Principal       | 16′   |
| 32.            | Bourdon         | 16′   |
| 33.            | Octave          | 8′    |
| 34.            | Bass Flute      | 8′    |
| 35.            | Fifteenth       | 4′    |
| 36.            | Mixture IV      | 2 ⁄3′ |
| 37.            | Contra Trombone | 32′   |
| 38.            | Trombone        | 16′   |
| 39.            | Bass Trumpet    | 8′    |
| 40.            | Clarion 4′      |       |

- Koppeln: II/I, III/II, I/P, II/P, III/P

## Zahlen
| Kathedrale und Domkapitelhaus | 106,0 m |
| Kathedrale:Innenmaß Ost/West  | 69,0 m  |
| Querschiffe:Innenmaß Nord/Süd | 35,5 m  |
| Höhe des Gewölbes             | 24,7 m  |
| Krypta: Innemaß Ost/West      | 63,4 m  |
| Hauptturm und Kreuz           | 48,0 m  |